# 汀属八县社会运动人员养成所遗址
汀属八县社会运动人员养成所遗址，位于中国福建省上杭县临江镇临江路52号，为一个省级文物保护单位，类型为革命遗址及革命纪念建筑物，为第一批福建省文物保护单位，公布时间为1961年5月10日。
汀属八县社会运动人员养成所遗址的历史年代为1927年。